# Buffalo City (Wisconsin)
Buffalo City es una ciudad ubicada en el condado de Buffalo en el estado estadounidense de Wisconsin. En el Censo de 2010 tenía una población de 1.023 habitantes y una densidad poblacional de 65,38 personas por km².

## Geografía
Buffalo City se encuentra ubicada en las coordenadas 44°13′23″N 91°51′57″O / 44.22306, -91.86583. Según la Oficina del Censo de los Estados Unidos, Buffalo City tiene una superficie total de 15.65 km², de la cual 5.47 km² corresponden a tierra firme y (65.06%) 10.18 km² es agua.

## Demografía
Según el censo de 2010, había 1.023 personas residiendo en Buffalo City. La densidad de población era de 65,38 hab./km². De los 1.023 habitantes, Buffalo City estaba compuesto por el 98.44% blancos, el 0.1% eran afroamericanos, el 0.2% eran amerindios, el 0.29% eran asiáticos, el 0% eran isleños del Pacífico, el 0% eran de otras razas y el 0.98% pertenecían a dos o más razas. Del total de la población el 0.39% eran hispanos o latinos de cualquier raza.